# Dead Men Don't Wear Plaid
Dead Men Don't Wear Plaid (Brasil: Cliente Morto Não Paga; Portugal: Cliente Morto Não Paga Conta) é uma comédia policial estadunidense de 1982, dirigida por Carl Reiner. É também uma paródia e homenagem aos Filme noir e revistas populares de detetives dos anos de 1940 e 1950.
Foram feitas várias "colagens" mesclando cenas contemporâneas com as de filmes clássicos em preto e branco, com Steve Martin e outros atores (inclusive o próprio Carl Reiner), simulando diálogos e cenas de ação com os astros dos filmes antigos. Foi o último filme da figurinista Edith Head e também do compositor Miklós Rózsa.
O editor Bud Molin foi quem enfrentou o desafio de montar as filmagens atuais com as antigas. O roteiro foi de Carl Reiner, George Gipe e Steve Martin.

## Elenco principal
- Steve Martin...Rigby Reardon
- Rachel Ward...Juliet Forrest
- Carl Reiner...marechal Wilfred von Kluck
- Reni Santoni...capitão Carlos Rodriguez
- George Gaynes...John Hay Forrest

Diversos atores antigos aparecem em cena: Edward Arnold, Ingrid Bergman, Humphrey Bogart, Wally Brown, James Cagney, William Conrad, Jeff Corey,  Joan Crawford,  Bette Davis, Brian Donlevy, Kirk Douglas,  Ava Gardner, Cary Grant, Alan Ladd, Veronica Lake,  Burt Lancaster, Charles Laughton, Charles McGraw, Fred MacMurray,  John Miljan, Ray Milland, Edmund O'Brien, Vincent Price, Barbara Stanwyck, Lana Turner e Norma Varden.

## Enredo
Na cena de abertura, John Hay Forrest, famoso cientista, morre sozinho num acidente de carro. Sua filha, Juliet, desconfia de assassinato e procura um detetive particular. Ela contrata Rigby Reardon. Juliet dá a Reardon a chave do escritório do pai. Ele vai até lá e encontra duas listas: "Amigos de Carlotta" e "Inimigos de Carlotta". Ele também encontra um retrato autografado de Kitty Collins, uma das "inimigas" da lista. Sua pesquisa é interrompida pela chegada do "exterminador" (Alan Ladd, em cena de "This Gun for Hire (1942)"). O visitante começa a atirar. Atingido no braço, Reardon desmaia enquanto o pistoleiro rouba suas listas.
Depois que se recupera, Reardon volta ao escritório onde Juliet lhe dá mais uma pista, sobre o seu cunhado alcoólatra Sam Hastings (Ray Miland em cena de The Lost Weekend), casado com sua irmã Leona (Barbara Stanwyck, que aparece em cena de Sorry, Wrong Number). Reardon vai para um encontro com Kitty Collins no clube onde ela é cantora(Ava Gardner, em cena de The Killers), que lhe dá um nome e endereço. Ao chegar lá, o homem é assassinado (Burt Lancaster, também em cena de The Killers).
Reardon volta ao escritório e pede ajuda pelo telefone ao seu amigo e mentor Philip Marlowe (Humphrey Bogart, em cena de The Big Sleep).
Reardon vai para a estação de trem em busca de um armário de bagagens e é seguido por um "cara bonito"(Cary Grant, em cena de Suspicion). F.X. Huberman (Ingrid Bergman, em cena de Notorius) está dando uma festa quando Reardon a visita e flerta com ela.
Reardon então quer se encontrar com Walter Neff (Fred MacMurray de Double Indemnity), que lhe dizem gostar de loiras. Reardon vai atrás de loiras que conhece para usá-las como isca: a primeira é Monica Stillpond (Veronica Lake, de The Glass Key). A próxima é Doris Devermont (Bette Davis, de Deception). A última é Jimmie Sue Altfeld (Lana Turner, de Johnny Eager, e a cena do apartamento de The Postman Always Rings Twice). Ela aceita e Reardon vai ao encontro do pai de Jimie (Edward Arnold, em Johnny Eager) que não gostava dele. Depois é ameaçado por um gângster (Kirk Douglas em I Walk Alone). Reardon desiste de conseguir uma loira e se disfarça ele mesmo. Depois volta a se disfarçar como uma "mãe" para interrogar um prisioneiro (James Cagney em cenas de White Heat). De volta ao escritório, ele recebe um telefonema de uma antiga amante (Joan Crawford, em Humoresque). Marlowe liga e fala que Carlotta é uma ilha no Peru. Reardon volta a se encontrar com Kitty (Ava Gardner, em The Bribe). Em seguida, um homem avisa Reardon para deixar a ilha (Charles Laughton, em The Bribe) e um assassino tenta matá-lo (Vincent Price, em The Bribe).
A partir desse ponto, ocorre o desfecho com os atores contemporâneos do filme.

## Lista de filmes usados nas "colagens"

### Universal
- This Gun for Hire (1942)
- The Glass Key (1942)
- Double Indemnity (1944)
- The Lost Weekend (1945)
- The Killers (1946)

### MGM/UA
(Agora propriedade da Turner Entertainment com distribuição da Warner Bros.):
- Johnny Eager (1941)
- Keeper of the Flame (1942) (não creditado nos letreiros finais)
- Deception (1946)
- Humoresque (1946)
- The Big Sleep (1946)
- The Postman Always Rings Twice (1946)
- Dark Passage (1947)
- The Bribe (1949)
- White Heat (1949)

### RKO Pictures
- Suspicion (1941)

### ABC Pictures
- Notorius (1946)

#### Paramount Pictures
- I Walk Alone (1947)
- Sorry, Wrong Number (1948)

#### 20th Century Fox
- Whirlpool (1949)

#### Columbia Pictures
- In a Lonely Place (1950)